# Сан-Пікс
Сан-Пікс (англ. Sun Peaks Mountain) — село в Канаді, у провінції Британська Колумбія, у складі регіонального округу Томпсон-Нікола.

## Населення
За даними перепису 2016 року, село нараховувало 616 осіб, показавши зростання на 66,0%, порівняно з 2011-м роком. Середня густина населення становила 15,1 осіб/км².
З офіційних мов обидвома одночасно володіли 65 жителів, тільки англійською — 550, а 5 — жодною з них. Усього 60 осіб вважали рідною мовою не одну з офіційних.
Працездатне населення становило 70,2% усього населення, рівень безробіття — 20,5%.
Середній дохід на особу становив $44 280 (медіана $36 288), при цьому для чоловіків — $50 254, а для жінок $37 648 (медіани — $46 272 та $28 608 відповідно).
24% мешканців мали закінчену шкільну освіту, не мали закінченої шкільної освіти — 6,7%, 71,2% мали післяшкільну освіту, з яких 41,9% мали диплом бакалавра, або вищий, 10 осіб мали вчений ступінь.
| Статево-вікова структура населення | Статево-вікова структура населення | Статево-вікова структура населення | Статево-вікова структура населення | Статево-вікова структура населення |
| ---------------------------------- | ---------------------------------- | ---------------------------------- | ---------------------------------- | ---------------------------------- |
|                                    |                                    |                                    |                                    |                                    |
| Всього                             | Всього                             | 52,0%48,0%                         |                                    |                                    |
| 0 — 14 років                       | 0 — 14 років                       |                                    | 11,4%                              | 11,4%                              |
| 15 — 64 років                      | 15 — 64 років                      |                                    | 78%                                | 78%                                |
| 65 і більше                        | 65 і більше                        |                                    | 10,6%                              | 10,6%                              |
| Середній вік (років)               | Середній вік (років)               | 42,039,8                           | 40,9                               | 40,9                               |
| Медіана (років)                    | Медіана (років)                    | 43,238,3                           | 40,8                               | 40,8                               |
| — чоловіки — жінки                 |                                    |                                    |                                    |                                    |

| Походження мешканців:     | Походження мешканців:     | Походження мешканців: | Походження мешканців: | Походження мешканців: |
| ------------------------- | ------------------------- | --------------------- | --------------------- | --------------------- |
| Походження                |                           |                       | осіб                  | %                     |
| Корінні американці        | Корінні американці        |                       | 55                    | 9.02%                 |
| Інше північноамериканське | Інше північноамериканське |                       | 190                   | 31.15%                |
| Європейське               | Європейське               |                       | 535                   | 87.7%                 |
| британське                | британське                |                       | 385                   | 63.11%                |
| французьке                | французьке                |                       | 45                    | 7.38%                 |
| українське                | українське                |                       | 40                    | 6.56%                 |
| Азійське                  | Азійське                  |                       | 35                    | 5.74%                 |
| Океанійське               | Океанійське               |                       | 10                    | 1.64%                 |

## Клімат
Середня річна температура становить 2,3°C, середня максимальна – 15,6°C, а середня мінімальна – -13°C. Середня річна кількість опадів – 843 мм.
| Клімат поселення                              | Клімат поселення | Клімат поселення | Клімат поселення | Клімат поселення | Клімат поселення | Клімат поселення | Клімат поселення | Клімат поселення | Клімат поселення | Клімат поселення | Клімат поселення | Клімат поселення | Клімат поселення |
| Показник                                      | Січ.             | Лют.             | Бер.             | Квіт.            | Трав.            | Черв.            | Лип.             | Серп.            | Вер.             | Жовт.            | Лист.            | Груд.            |                  |
| Середній максимум, °C                         | −2,25            | 0,16             | 3,00             | 6,53             | 11,28            | 15,06            | 15,14            | 15,62            | 11,37            | 6,35             | 0,43             | −4,19            |                  |
| Середня температура, °C                       | −7,62            | −5,24            | −2,39            | 1,13             | 5,90             | 9,67             | 12,08            | 12,57            | 8,31             | 3,29             | −2,63            | −7,25            |                  |
| Середній мінімум, °C                          | −13,01           | −10,6            | −7,76            | −4,23            | 0,51             | 4,29             | 9,04             | 9,52             | 5,27             | 0,26             | −5,68            | −10,29           |                  |
| Норма опадів, мм                              | 76               | 52               | 63               | 55               | 72               | 87               | 72               | 59               | 55               | 68               | 93               | 91               |                  |
| Середньомісячна швидкість вітру, м/с          | 2.30             | 2.23             | 2.54             | 2.69             | 2.54             | 2.46             | 2.36             | 2.24             | 2.23             | 2.42             | 2.53             | 2.33             |                  |
| Середньомісячна сонячна радіація, кДж/м²·день | 3460             | 6613             | 11070            | 15818            | 19165            | 20835            | 21964            | 18761            | 13201            | 7591             | 3614             | 2704             |                  |
| --------------------------------------------- | ---------------- | ---------------- | ---------------- | ---------------- | ---------------- | ---------------- | ---------------- | ---------------- | ---------------- | ---------------- | ---------------- | ---------------- | ---------------- |
| Джерело:                                      |                  |                  |                  |                  |                  |                  |                  |                  |                  |                  |                  |                  |                  |